# Entada wahlbergii
Entada wahlbergii är en ärtväxtart som beskrevs av William Henry Harvey. Entada wahlbergii ingår i släktet Entada och familjen ärtväxter. Inga underarter finns listade i Catalogue of Life.